# Rue d'Elbeuf
La rue d'Elbeuf est une voie publique de la commune française de Rouen.

## Situation et accès
Elle est située sur la rive gauche de la Seine.

## Origine du nom
Elbeuf est une commune voisine de celle de Rouen, distante de quelque 25 kilomètres, riveraines toutes deux de la Seine.

## Historique

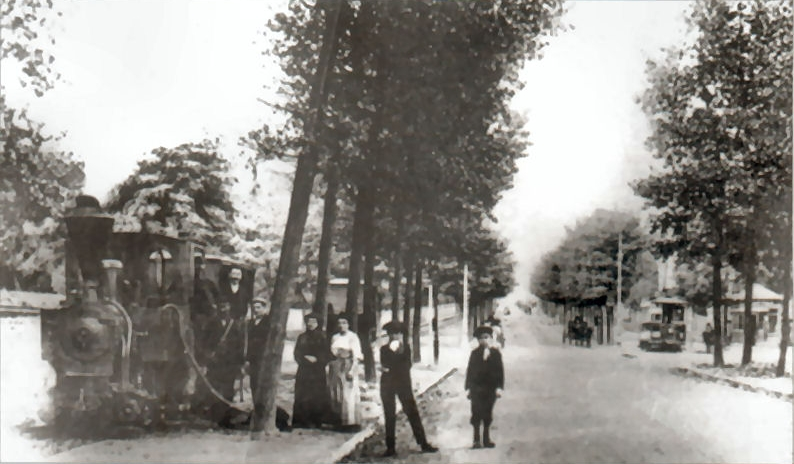
Le tramway du Trianon à l’arrêt à son terminus rue d’Elbeuf, à proximité du Jardin des plantes ; à droite, une motrice du tramway électrique urbain redescendant vers Rouen

La rue, située dans le faubourg Saint-Sever, est bordée par plusieurs manufactures de faïence au XVIIIe siècle. Des industries textiles s'y installent au début du XIXe siècle (Morris frères au no 68).
L'hôtel Bouillon, au no 42-44, est occupé sous le Premier Empire par le comte Richard Désiré Hay de Slade, chevalier de l'ordre royal et militaire de Saint-Louis. À sa mort, celui-ci lèguera sa collection ornithologique à la ville de Rouen. 
En 1824, l'Anglais James Barker y installe une fonderie au no 104.
En 1826, M. Lamy crée au 64-66 une fabrique de ressorts et de pièces découpées.
Au 114 de la rue d'Elbeuf (aujourd'hui, 114 ter avenue des Martyrs-de-la-Résistance), se trouve le jardin des plantes de Rouen, ouvert au public en 1840.
Au 115 de la rue d'Elbeuf (aujourd'hui, 115 avenue des Martyrs-de-la-Résistance, en 1883, 109 rue d'Elbeuf), se trouvait une maison, aujourd'hui détruite, dans laquelle avait habité, entre 1883 et 1894, Albert Fahr, directeur de l'usine de tissage Mallez-Fahr de 1883 à 1923. Cette maison, achetée par Albert Fahr en 1898, a été occupée par André Rot, comptable de l'usine de 1940 à 1962.
Au 117 de la rue d'Elbeuf (aujourd'hui, 117 avenue des Martyrs-de-la-Résistance, en 1883, 109 bis rue d'Elbeuf), se trouvait le magasin de vente cette usine. Construite par Isidore Burel en 1860 et située 23 rue de la Mare-du-Parc, l'usine devient la propriété de la famille Fahr de 1883 à 1932 puis de la famille Mallez de 1932 à 1968, date de sa fermeture. Les bâtiments ont été détruits en 2002 pour être remplacés par des immeubles d'habitation.
Au 119 de la rue d'Elbeuf (aujourd'hui, 119 avenue des Martyrs-de-la-Résistance, en 1883, 111 rue d'Elbeuf), se trouve une belle demeure, construite à la fin du XIXe siècle par la communauté des Dames de l'Assomption, devenu en 1910, propriété des familles Fahr puis Mallez. Dans cette propriété se trouvait une chapelle, construite à la fin du XIXe siècle par la même communauté. Cette chapelle sert d'école primaire pendant l'année 1916/1917, puis de magasin pour l'usine de tissage Mallez-Fahr. Elle est détruite peu après la fermeture de l'usine.
Au 121 de la rue d'Elbeuf (aujourd'hui, 121 avenue des Martyrs-de-la-Résistance, en 1883, 113 rue d'Elbeuf), se trouve une belle demeure dans laquelle avait habité jusqu'à son décès en 1952, Lucien Deglatigny, beau-frère d'Albert Fahr, et copropriétaire des usines de tissage Mallez-Fahr de 1889 à 1919. En 2013, cette demeure était devenue la maison de retraite médicalisée « Korian le jardin ».
La rue a été partiellement détruite par des bombardements les 4 et 18 septembre 1943 et du 25 au 27 août 1944.
L'usine de tissage Mallez-Fahr, qui se trouvait entre le 23 de la rue de la Mare-du-Parc et le 117 de la rue d'Elbeuf a été partiellement détruite par le bombardement du 19 avril 1944, fait par l’aviation britannique sur la gare de triage de Sotteville. La maison, située sur la propriété du 119 rue d'Elbeuf, à l'angle des rues Linné et Cuvier, ainsi que la serre ont été détruites.
Une partie de la rue qui longeait le jardin des plantes de Rouen a été renommée après la Seconde Guerre mondiale avenue des Martyrs-de-la-Résistance.

## Bâtiments remarquables et lieux de mémoire
- no 13 bis : maison Art nouveau de l'architecte Émile Fauquet construite en 1909[11],[12]
- no 15 bis : Le footballeur Robert Diochon (1883-1953) y a habité.
- no 36 : L'architecte Louis Trintzius et son fils, l'écrivain René Trintzius (1898-1953), y ont habité[13] (maison Art nouveau).
- no 42 bis : Le peintre Émile-Henry Tilmans (1888-1960) y a habité.
- Emplacement du boulevard de l'Europe : Édouard Delamare-Deboutteville (1856-1901) y a habité. Sa maison, a été démolie[14].
- no 47 : Bénédict Morel (1809-1873) y a habité.
- no 59 : Octave Crutel (1879-1961) y a habité. Sa maison est partiellement détruite par les bombardements le 4 septembre 1943[15],[16].
- no 63D : Alphonse Du Breuil (1811-1890) y a habité.
- no 80 : Ancienne filature Berger et Roy « La Ruche » (1887) transformée en lofts[17],[18],[19],[20].
- no 81 : Bernard Tissot (1902-1968) y a habité.
- no 111 : Philippe Louis Eugène Ferdinand Robert d'Orléans (1840-1910), duc de Chartres et petit-fils du roi Louis Philippe, colonel du 12e régiment de chasseurs à cheval basé à Rouen dans le quartier Saint-Sever, habite de 1878 à 1883, dans une maison de maître, construite en 1780, détruite entre 1910 et 1917, qui se trouvait sur la propriété de l'actuel 119 avenue des Martyrs-de-la-Résistance[21].